# 상주 분기점
상주 분기점(尙州分岐點, Sangju Junction, 상주JC)은 경상북도 상주시 낙동면 구잠리에 설치된 서산영덕고속도로와 영천상주고속도로가 만나는 분기점이다. 낙동 분기점부터 이 분기점까지 구간은 서산영덕고속도로와 영천상주고속도로가 중복되는 구간이며, 이 분기점을 통해 영천상주고속도로와 서산영덕고속도로가 분기된다. 2016년 12월 26일 서산영덕고속도로 개통과 함께 영덕 방향 진출 램프와 상주 방향 진입 램프만 개통되었으며, 상주영천고속도로로 이어지는 영천 방향 본선 진출입로는 2017년 6월 28일 상주영천고속도로와 함께 개통되었다. 경부축 이동을 편리하게 하기 위함인지 영천상주고속도로가 본선처럼 되어있다. 이 때문에 서산영덕고속도로 상주 - 영덕 구간은 분기하는 구조가 되었다.

## 연혁
- 2016년 12월 23일 : 개통일을 12월 26일로 연기[1]
- 2016년 12월 26일 : 당진영덕고속도로 상주 ~ 영덕 구간 개통[2]
- 2017년 6월 28일 : 상주영천고속도로 진출입로 램프 개통[3]

## 구조물 정보
- 위치: 경상북도 상주시 낙동면 구잠리

## 접속하는 노선

### 당진・상주방면
- 서산영덕고속도로 (26번), 영천상주고속도로 (중첩구간)

### 영덕방면
- 서산영덕고속도로 (26번)

### 영천방면
- 영천상주고속도로